# Арекипа прямоцилиндрическая
Арекипа прямоцилиндрическая (лат. Arequipa erectocylindrica) — вид кактусов из рода Арекипа.

## Описание
Стебель серо-зелёный, цилиндрический, до 50 см длиной. Рёбра (15—18) несут желтовато-серые крупные ареолы. Радиальные колючки (12—14) от беловатых до серых, игловидные, крепкие. Центральные колючки (7—12) серые, с темно-коричневыми концами, жёсткие, шиловидные, 2—4 см длиной.
Цветки красные, 5—7 см длиной. Плоды светло-жёлтые, овальной формы.

## Распространение
Арекипа прямоцилиндрическая распространена на юге Перу.